# Lygippulus setipes
Lygippulus setipes is een hooiwagen uit de familie Assamiidae.